# Denise Maestre
Denise Maestre (Barcelona, 1991) es una actriz y culturista española. Conocida por su papel más reciente en la tv movie El pacto como Vivi o su papel en Aquí no hay quien viva como Candela. Más tarde interpretó a Alejandra (Álex) en Supercharly de Telecinco.
Actualmente es entrenadora personal después de haber realizado muy buenos papeles en el ámbito del culturismo profesional, quedando quinta en el Campeonato de España de Bodyfitness.

## Filmografía

### Series de televisión
- Física o Química (2010-2011) .... como Peque (6 capítulos)
- Supercharly (2010) .... como Alejandra «Álex» (5 capítulos)
- La pecera de Eva (2010) .... como Bárbara (2 capítulos)
- El pacto (2010) .... como Vivi (2 capítulos)
- Cuéntame cómo pasó (2009) .... como Virginia (2 capítulos)
- Guante blanco (2008) .... como Clara Pastor
- Hospital Central (2008) .... como Carmen (1 capítulo)
- Cuenta atrás (2008) .... como Bea (1 capítulo)
- Aída (2008) .... como chica que se hace pasar por Rosalía (5x15)
- Aquí no hay quien viva (2006) .... como Candela «Candy Candy» Heredia García (12 capítulos) (desde 6x04)
- Abuela de verano (2005) .... como Coral (13 capítulos)